# In Blue Special Edition
In Blue Special Edition es la edición especial publicada por el grupo irlandés The Corrs de su disco In Blue. Esta edición fue editada en el año 2000 (mismo año en el que se editó In Blue) debido al éxito de ventas de este último.
El álbum incluye el propio disco In Blue con todos sus temas, más otro CD con cuatro temas acústicos y tres inéditos. Esta edición solo se editó en Europa y Japón.

## Disco 1
1. «Breathless» (sencillo)
2. «Give Me A Reason» (sencillo)
3. «Somebody For Someone»
4. «Say»
5. «All The Love In The World»
6. «Radio»
7. «Irresistible» (sencillo)
8. «One Night»
9. «All In A Day»
10. «At Your Side»
11. «No More Cry»
12. «Rain»
13. «Give It All Up»
14. «Hurt Before»
15. «Rebel Heart» [Instrumental]

## Disco 2
1. «Somebody for Someone» (acústico)
2. «No More Cry» (acústico)
3. «Radio» (acústico)
4. «At your side» (acústico)
5. «Love In The Milkyway»
6. «Looking In The Eyes Of Love»
7. «Haste To The Wedding» (directo Lansdowneroad)

- Datos: Q5914692